# Meteniów (przystanek kolejowy)
Meteniów (ukr. Метенів, ros. Метенев) – przystanek kolejowy w miejscowości Meteniów, w rejonie zborowskim, w obwodzie tarnopolskim, na Ukrainie.